# Jardines Burnley
El Jardines Burnley, (inglés: Burnley Gardens) es un jardín botánico de 8,2 hectáreas de extensión junto al Yarra River, próximo al centro de Melbourne, Victoria, Australia.
Los Jardines Burnley son parte de la escuela de horticultura "Burnley College" que depende administrativamente de la Universidad de Melbourne.
El código de identificación internacional del "Burnley Gardens" como miembro del "Botanic Gardens Conservation Internacional" (BGCI), así como las siglas de su herbario es BURN.

## Localización e información
Los Jardines Burnley, se ubican en un margen del Yarra River, en el Yarra Boulevard, Richmond. 
Royal Botanic Gardens, Melbourne Burnley Campus, Melbourne University 500 Yarra Boulevard, Burnley, Richmond, Victoria 3121 Australia.
Planos y vistas satelitales.37°49′36.4794″S 145°0′25.2″E / -37.826799833, 145.007000
El jardín botánico está abierto todos los días del año.

## Historia
Los jardines Burnley en Richmond datan de 1861 en que la "Horticulture Society of Victoria" (Sociedad de Horticultura de Victoria) estableció jardines experimentales. Su objetivo era introducir nuevas plantas en las colonias y promover la ciencia botánica y hortícola. 
La tierra fue concedida a la sociedad sobre la base de que una porción de los jardines estuvieran abiertos al público y ésta premisa ha continuado hasta el día de hoy. 
El diseño inicial de los jardines era el resultado de un jardinero de paisaje, Alfred Lynch, ganador de una competición de diseño. Los jardines fueron abiertos oficialmente en 1863 y fueron plantados con coníferas y otras plantas ornamentales. Uno de los árboles plantados en aquel momento existe aún actualmente - un Agathis robusta (Kauri de Queensland). 
Antes de fin de 1863, los jardines tenían más de 1400 variedades de árboles frutales, solo que se perderán en una importante inundación que destruyó muchos de los jardines. Sin embargo, los jardines fueron restablecidos y los ensayos continuaron, extendiéndolo además al cultivo de verduras en 1874. 
Los jardines fueron ampliados, agregándoles un pabellón y otros edificios, y la sociedad llevó a cabo demostraciones hortícolas anuales a durante los años 30. 
En 1891, se creó la "Royal Horticultural School", la primera escuela de horticultura en Australia, y en 1897, Charles Bogue Luffman fue su primer director. Luffman era un conocido diseñador inglés del paisaje que promovió el estilo informal natural, así que se fijó en el cambio de la disposición geométrica original de los jardines. Incluyó las charcas, las áreas sombrías frescas, los senderos hunfdidos que se enrollaban a través de arbustos y las zonas abiertas plantadas con flores de apariencia natural silvestres. Muchos de los árboles de hojas caducas y de los arbustos en los jardines actuales se piensa que fueron plantados en tiempos de Luffman.
Luffman fue también el responsable de la inclusión de mujeres como estudiantes en Burnley. Entre sus graduadas se incluyen Emily Gibson y Edna Walling.

## Colecciones
En este jardín botánico el 25 % de sus colecciones de plantas pertenecen a la flora australiana.
Se pueden distinguir las siguientes secciones :
- Plantas herbáceas de borduras, con más 100 diversas plantas de porte herbáceo para crear bordes de jardinería, es una demostración espectacular del color durante la primavera y el verano. El foco central del jardín de plantas de porte herbáceo se sitúa alrededor de los estanques. Está cercado por un seto bajo de Buxus sempervirens 'Suffruticosa'.
- Las charcas ornamentales, donde destaca Iris pseudacorus
- El jardín de los prados, contiene una gran cantidad de especies indígenas que florecen en la región de "Western Plains of Victoria". Los prados contienen también una serie de elementos distintivos tales como las charcas nativas y los especímenes maduros de Eucalyptus camaldulensis (River Red Gum).

## Actividades
En el "Burnley College" el antiguo "Royal Horticultural School", se imparte el "Master of Urban Horticulture" (Diplomatura en horticultura urbana) se diseña para los estudiantes que buscan carreras profesionales con salida a empleo o a la investigación, en el diseño, la puesta en práctica y la gerencia de paisajes urbanos. 
Se provee una comprensión de los factores y la forma de los sistemas hortícolas, de modo que el alumno pueda desarrollar nuevos programas y operaciones para la mejora urbana a través, de por ejemplo:
- Diseño de espacios abiertos,
- Regeneración de la cubierta vegetal
- Proyectos públicos de restauración vegetal, y gerencia biológica,
- Proyectos socioculturales y ambientales del vivero y del invernadero.